# Polska na Mistrzostwach Europy w Lekkoatletyce 1971
Polska na Mistrzostwach Europy w Lekkoatletyce 1971 – reprezentacja Polski podczas zawodów liczyła 65 zawodników, którzy zdobyli 9 medali w tym jeden złoty.

## Rezultaty

### Kobiety
- bieg na 100 metrów
  - Irena Szewińska zajęła 6. miejsce
  - Helena Fliśnik odpadła w półfinale
  - Danuta Jędrejek odpadła w półfinale
- bieg na 200 metrów
  - Irena Szewińska zajęła 3. miejsce
  - Urszula Jóźwik odpadła w półfinale
  - Barbara Bakulin odpadła w eliminacjach
- bieg na 400 metrów
  - Krystyna Hryniewicka odpadła w eliminacjach
  - Danuta Piecyk odpadła w eliminacjach
  - Bożena Zientarska odpadła w eliminacjach
- bieg na 800 metrów
  - Danuta Wierzbowska zajęła 4. miejsce
  - Elżbieta Skowrońska odpadła w eliminacjach
- bieg na 1500 metrów
  - Bronisława Doborzyńska odpadła w eliminacjach
- bieg na 100 metrów przez płotki
  - Teresa Sukniewicz zajęła 3. miejsce
  - Danuta Straszyńska zajęła 4. miejsce
  - Teresa Nowak zajęła 6. miejsce
- sztafeta 4 × 100 metrów
  - Danuta Jędrejek, Barbara Bakulin, Urszula Jóźwik i Helena Fliśnik zajęły 4. miejsce
- sztafeta 4 × 400 metrów
  - Bożena Zientarska, Elżbieta Skowrońska, Danuta Piecyk i Krystyna Hryniewicka zajęły 5. miejsce
- skok wzwyż
  - Danuta Konowska zajęła 12. miejsce
- skok w dal
  - Irena Szewińska zajęła 5. miejsce
- pchnięcie kulą
  - Ludwika Chewińska zajęła 10. miejsce
- rzut oszczepem
  - Daniela Jaworska zajęła 1. miejsce
  - Ewa Gryziecka zajęła 6. miejsce
  - Cecylia Bajer zajęła 11. miejsce

### Mężczyźni
- bieg na 100 metrów
  - Zenon Nowosz zajął 5. miejsce
  - Tadeusz Cuch odpadł w eliminacjach
  - Wiesław Maniak odpadł w eliminacjach
- bieg na 200 metrów
  - Zenon Nowosz odpadł w półfinale
- bieg na 400 metrów
  - Jan Werner zajął 3. miejsce
  - Andrzej Badeński odpadł w półfinale
  - Waldemar Korycki odpadł w półfinale
- bieg na 800 metrów
  - Andrzej Kupczyk odpadł w półfinale
  - Stanisław Waśkiewicz odpadł w półfinale
  - Krzysztof Linkowski odpadł w eliminacjach
- bieg na 1500 metrów
  - Henryk Szordykowski zajął 2. miejsce
  - Jerzy Maluśki odpadł w eliminacjach
  - Jan Prasek odpadł w eliminacjach
- bieg na 5000 metrów
  - Bronisław Malinowski zajął 8. miejsce
- bieg na 10 000 metrów
  - Edward Mleczko zajął 22. miejsce
  - Henryk Piotrowski zajął 23. miejsce
- maraton
  - Zdzisław Bogusz zajął 21. miejsce
  - Jan Wawrzuta zajął 24. miejsce
  - Edward Stawiarz nie ukończył
- bieg na 110 metrów przez płotki
  - Leszek Wodzyński zajął 5. miejsce
  - Marek Jóźwik zajął 7. miejsce
  - Mirosław Wodzyński zajął 8. miejsce
- bieg na 400 metrów przez płotki
  - Tadeusz Kulczycki odpadł w półfinale
  - Witold Banaszak odpadł w eliminacjach
  - Zdzisław Serafin odpadł w eliminacjach
- bieg na 3000 metrów z przeszkodami
  - Kazimierz Maranda zajął 7. miejsce
  - Józef Rębacz zajął 8. miejsce
  - Henryk Lesiuk odpadł w eliminacjach
- sztafeta 4 × 100 metrów
  - Gerard Gramse, Tadeusz Cuch, Zenon Nowosz i Marian Dudziak zajęli 2. miejsce
- sztafeta 4 × 400 metrów
  - Andrzej Badeński, Jan Balachowski, Waldemar Korycki i Jan Werner zajęli 2. miejsce
- chód na 20 kilometrów
  - Jan Ornoch zajął 17 miejsce
- skok w dal
  - Stanisław Szudrowicz zajął 3. miejsce
  - Jan Kobuszewski zajął 8. miejsce
- trójskok
  - Józef Szmidt zajął 11. miejsce
- skok wzwyż
  - Wojciech Gołębiowski zajął 7. miejsce
- skok o tyczce
  - Włodzimierz Sokołowski zajął 5. miejsce
  - Wojciech Buciarski odpadł w kwalifikacjach
- pchnięcie kulą
  - Władysław Komar zajął 3. miejsce
- rzut dyskiem
  - Leszek Gajdziński odpadł w kwalifikacjach
- rzut młotem
  - Stanisław Lubiejewski zajął 8. miejsce
- rzut oszczepem
  - Władysław Nikiciuk zajął 7. miejsce
  - Lech Krupiński odpadł w kwalifikacjach
  - Zygmunt Jałoszyński odpadł w kwalifikacjach
- dziesięciobój
  - Tadeusz Janczenko zajął 12. miejsce
  - Ryszard Katus zajął 14. miejsce
  - Ryszard Skowronek nie ukończył